# Милун Грбовић
Милун Грбовић (Чајетина, 1892—1973) био је земљорадник, учесник Првог светског рата и носилац Карађорђеве звезде са мачевима.
Рођен је 1892. године у Чајетини, у породици родитеља Риста и Филипе, који су због лошег имовног стања могли само да му обезбеде само основно образовање. Војни рок је служио у IV пешадијском пуку, где га је затекао почетак Првог светског рата.
Од првих окршаја на вишеградском бојишту, посебно на Цигли и Оштрељу, где је за показано јунаштво одликован Медаљом за храброст Милош Обилић, преко чувених кајмакчаланских бојишта, па све до ослобођења земље показао је одлучност и неустрашивост. Поготово је остало за поштовање његов лични став да Орден Белог орла, њему намењен, треба да добије други ратник.
После завршетка рата вратио се у родно село, где се Милун оженио са Милевом Ћирковић и добио кћерку Милојку. Умро је 1973. године.